# Кулиев, Фарман Агадада оглы
Фарман Агадада оглы Кулиев (азерб. Fərman Ağadədə oğlu Quliyev; 19 мая 1937, Сутамурдов, Ленкоранский район — 7 ноября 2023, Сутамурдов, Ленкоранский район) — азербайджанский селекционер, доктор сельскохозяйственных наук, профессор; директор Ленкоранского регионального научного центра Национальной академии наук Азербайджана.

## Биография
Окончил с отличием техникум субтропического растениеводства г. Ленкорани в 1954 году. В 1959 году окончил факультет агрономии Азербайджана Института сельского хозяйства.

## Научная деятельность
В 1965 году защитил кандидатскую диссертацию в Грузинском институте субтропического хозяйства (г. Сухуми).
С октября 1984 года доцент кафедры плодоводства и субтропических культур Азербайджанского института сельского хозяйства, впоследствии заведующий этой кафедрой. В 1988 году защитил докторскую диссертацию по теме «Научные основы интенсивной технологии чая в Азербайджане» в Грузинском институте субтропического хозяйства (г. Сухуми).
В 2003—2015 годах работал заведующим кафедрой «Экономика и агротехнология» Ленкоранского государственного университета. В 2015 году назначен директором Ленкоранского регионального научного центра НАНА. Член редакционной коллегии англоязычных журналов Annals of Agrarian Science ISSN 15121887 International и Green Tea.
Соавтор патента «Способ повышения устойчивости организмов к мутагенному воздействию факторов окружающей среды». Получил сертификаты на 5 эффективных предложений по выращиванию чая. В 2014—2015 годах 4 сорта чая: «Фарманчай», «Ленкорань», «Хазар», «Фарманчай розовый» были переданы в Государственную комиссию по испытанию и защите селекционных достижений и районированы в 2019 году. Эти сорта отличаются от сорта чая «Азербайджан-2», который до сих пор районированы, интенсивностью прорастания и качеством всходов.
Его научные труды опубликованы на азербайджанском, русском, персидском, английском, китайском, грузинском и других языках, в том числе статьи в ведущих научных журналах и программная статья о разведении чая в Азербайджане. Выступал с приглашёнными докладами на национальных и международных конференциях по выращиванию чая.

## Смерть
Умер 7 ноября 2023 года. Похороны пройдут 8 ноября в селе Сютамурдов.